# Ділянка лісу (заповідне урочище, Дубенський район)
Діля́нка лі́су — заповідне урочище (лісове) місцевого значення в Україні. Об'єкт природно-заповідного фонду Рівненської області. 
Розташоване в межах Дубенського району Рівненської області, неподалік від смт Смига. 
Площа 9,6 га. Статус надано згідно з рішенням облвиконкому № 98 від 18.06.1991 року. Перебуває у віданні ДП «Дубенський лісгосп» (Смизьке л-во, кв. 50, вид. 23; кв. 74, вид. 2). 
Статус надано з метою збереження частини лісового масиву з цінними насадженнями дуба.